# Plac Zamkowy w Brunszwiku

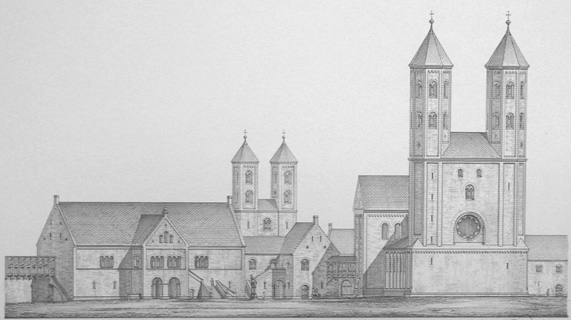
Katedra i zamek Dankwarderode na rysunku L. Wintera

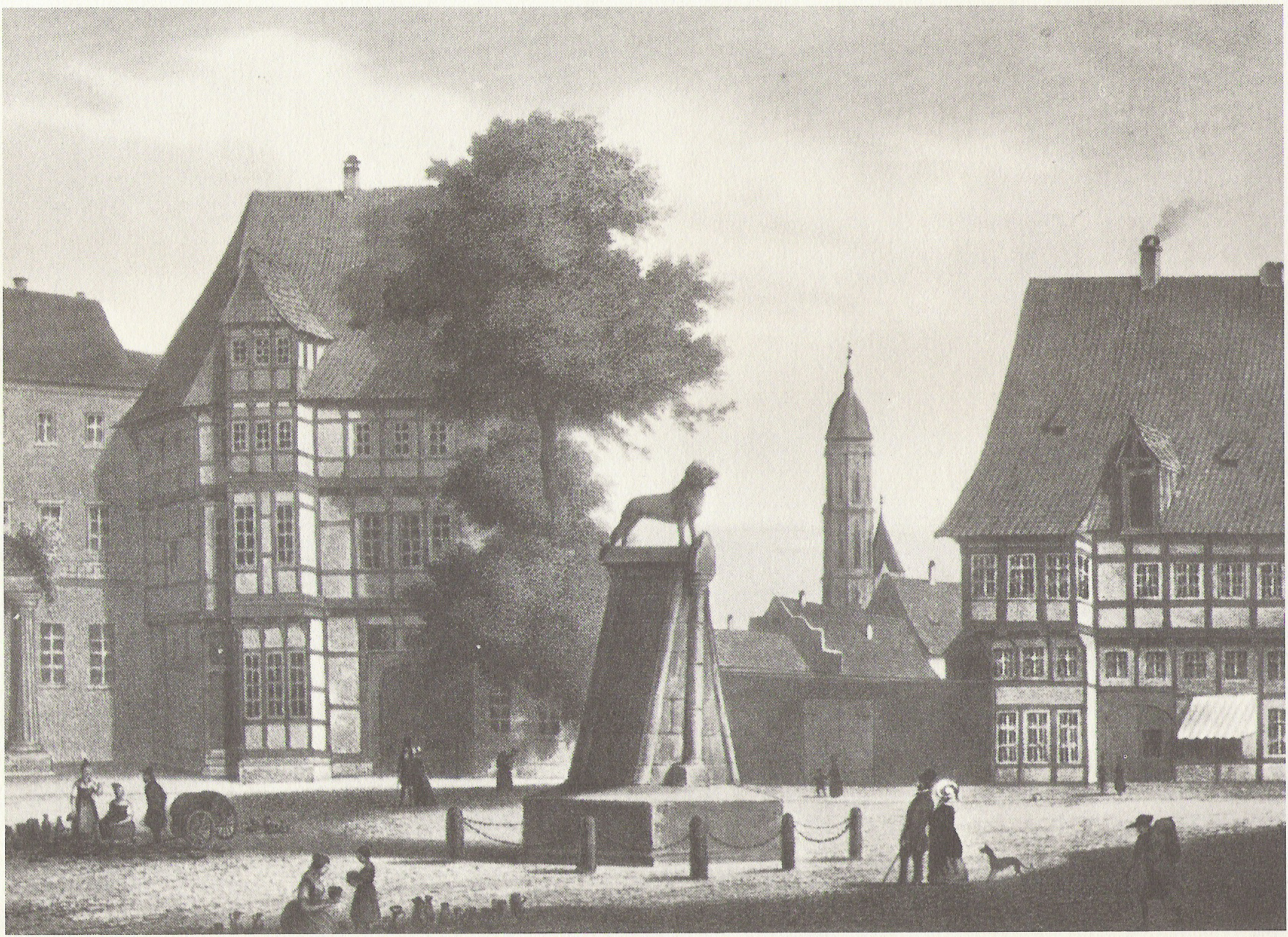
Plac zamkowy - pierzeja północna. W głębi wieża kościoła Św. Andrzeja. Litografia z ok. 1850

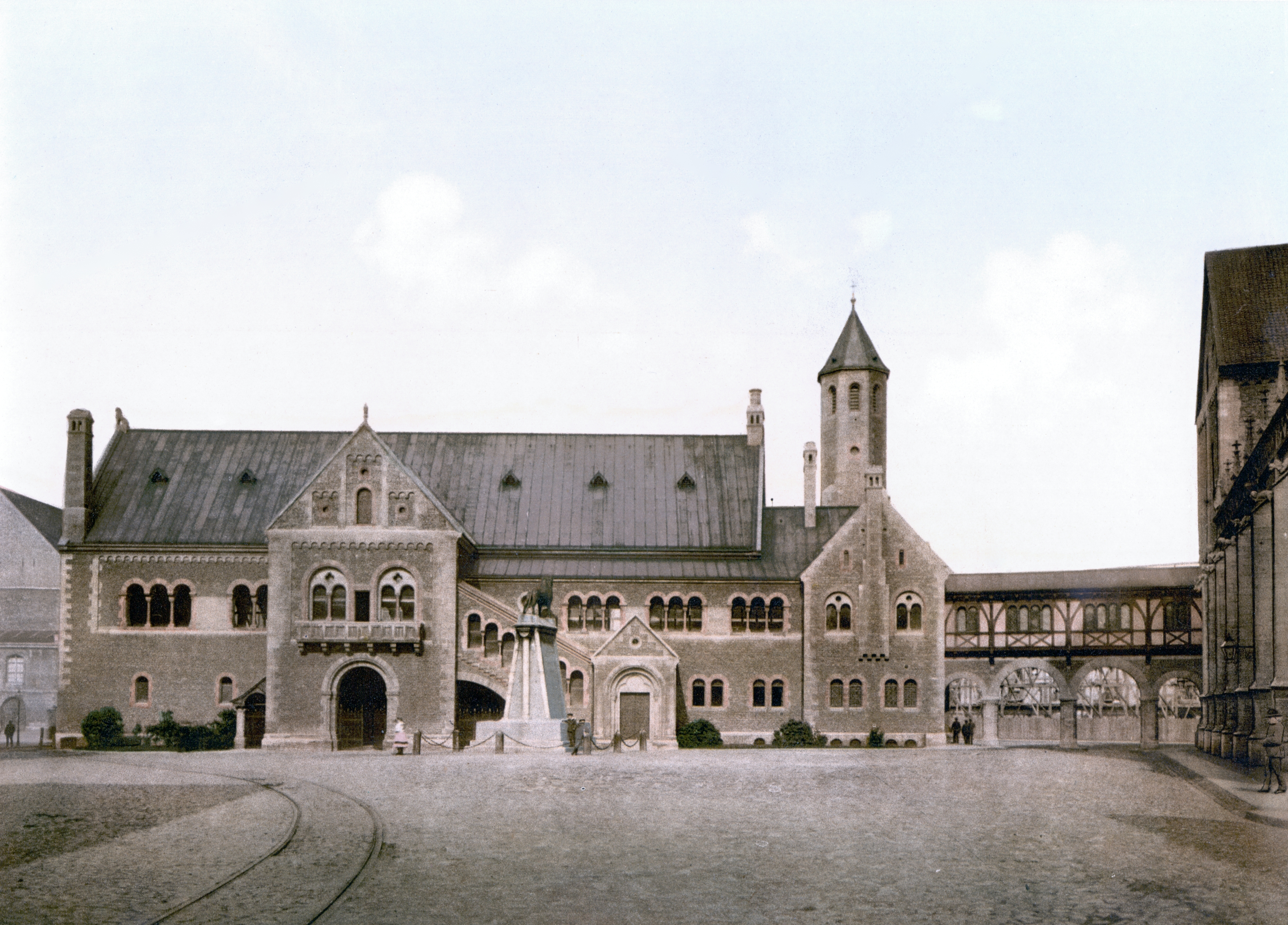
Plac zamkowy z widokiem na Zamek Dankwarderode

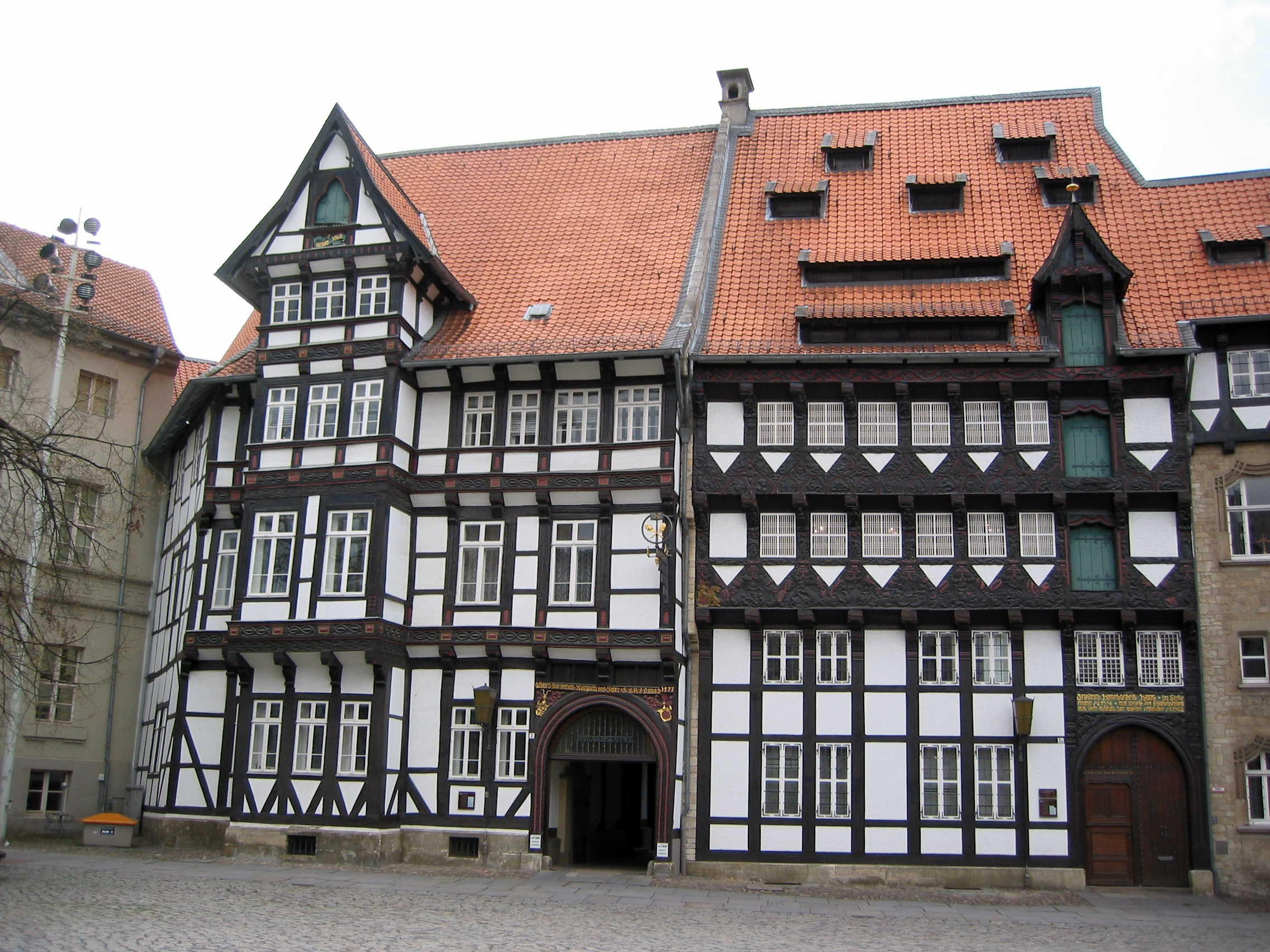
Domy Huneborstelches i Veltheimsches

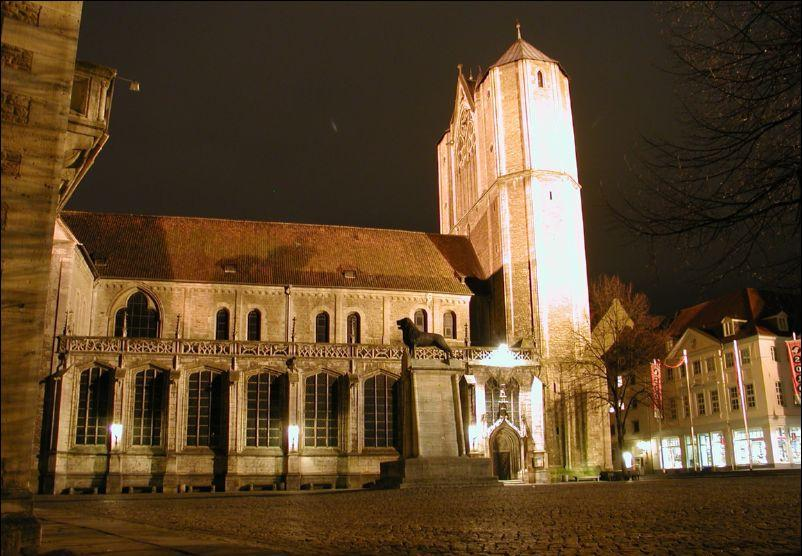
Katedra i Lew Brunszwicki w nocy

Plac Zamkowy w Brunszwiku, niem. Burgplatz – historyczny plac miasta, jedno z dawnych osad stanowiących zalążek Brunszwiku. Obecnie plac ten jest jednym z zespołów zabytkowych na terenie historycznego centrum miasta. 
Pierwotnie obszar ten znajdował się na jednej z kilku wysep utworzonych przez rozwidlenia rzeki Oker. Na tym terenie książę Brunon założył warowną osadę w której wzniósł palatium i kościół, która następnie stała się miejscem siedziby księcia Saksonii Henryka Lwa.  Dawne zabudowania zastąpił rezydencją, znana jako Zamek Dankwarderode, przed którą w 1166 postawił pomnik z rzeźbą lwa, który symbolizował jego polityczną potęgę. Tym samym powstał plac, który został zamknięty od strony południowej kościołem ŚŚ. Błażeja Jana Chrzciciela i Tomasza Becketa. W XVI wieku plac otrzymał zabudowę o konstrukcji szkieletowej, świadectwem tego są zachowane w pierzei północnej dom Veltheimsches. W latach 30. XX wieku plac otrzymał nową granitową nawierzchnię. Podczas II wojny światowej plac i jego zabudowa nie podzielił losu zabudowy starego Brunszwiku, pomijając niewielkie zniszczenia. Oryginalna rzeźba Lwa Brunszwickiego znajdowała się (oprócz wojennej ewakuacji) nieprzerwanie na terenie placu, aż do 1989, kiedy to został przeniesiony do zamku. Obecna rzeźba jest kopią z 1937.

## Zabudowa Placu Zamkowego
|                   | Dom Huneborstelsches |                                                   |  |  |
| Dom Veltheimsches |                      | Hotel Deutsches Haus                              |  |  |
| Muzeum Okręgowe   |                      | Zamek Dankwarderode przed zamkiem Lew Brunszwicki |  |  |
|                   |                      |                                                   |  |  |
|                   |                      |                                                   |  |  |
|                   | Katedra Św. Błażeja  |                                                   |  |  |

- Zabytki Placu Zamkowego
  - Lew Brunszwicki - brązowa rzeźba, przykład średniowiecznej sztuki odlewniczej, ufundowany w 1166 przez Henryka Lwa, zoomorficzna wyobraźnia księcia w formie ryczącego lwa. Obecna rzeźba jest kopią, oryginał w zamku Dankwarderode. Znajduje się na płycie placu, przed zamkiem.
- Pierzeja wschodnia
  - Zamek Dankwarderode - historyczna rezydencja Henryka Lwa, budowla w stylu romańskim. Obecny kształt zawdzięcza gruntownej rekonstrukcji w 1870 po licznych zniszczeniach i przebudowach. Siedziba średniowiecznych zbiorów Herzog Anton Ulrich-Museum mieszczących cenne dzieła rzeźby, malarstwa i rzemiosła artystycznego. Koło wejścia głównego drewniana budka antykwariatu Spitzwegeck (Antiquariat Scholz Buchhandlung) - z XX wieku.
- Pierzeja południowa
  - Katedra pw. Św. Błażeja, Jana Chrzciciela i Tomasza Becketta – romańska z XII w. rozbudowana w XIV (nawa południowa) i  XV w. (nawa północna). Wystrój wnętrza tworzą m.in. dzieła romańskiej rzeźby - Krzyż Imervarda, brązowy świecznik siedmioramienny i stół ołtarzowy (na którym stawiano Ewangeliarz Henryka Lwa). Pośrodku nawy monumentalny wczesnogotycki nagrobek tumbowy Henryka Lwa i żony Matyldy Plantagenet z rzeźbami zmarłych na płycie wierzchniej. Ściany i sklepienia zdobi cenna późnoromańska polichromia z cyklami figuralnymi m.in. życia patronów katedry. Ponadto liczne figury gotyckie i renesansowe epitafia. W krypcie pochowani są książęta rodu Welfów.
- Pierzeja północna
  - Domy Huneborstelches (zbud w. 1536 przez Simona Stappena) i Veltheimsches (1573) cenne przykłady budownictwa o konstrukcji szkieletowej.
- Pierzeja zachodnia
  - Brunszwickie Muzeum Okręgowe (Braunschweigisches Landesmuseum) - w XIX-wiecznym budynku o formach klasycyzujących.